# Lehnice
Lehnice (deutsch Legendorf, ungarisch Lég) ist eine Gemeinde im Okres Dunajská Streda des Trnavský kraj im Südwesten der Slowakei, mit 3323 Einwohnern (31. Dezember 2024).

## Geographie

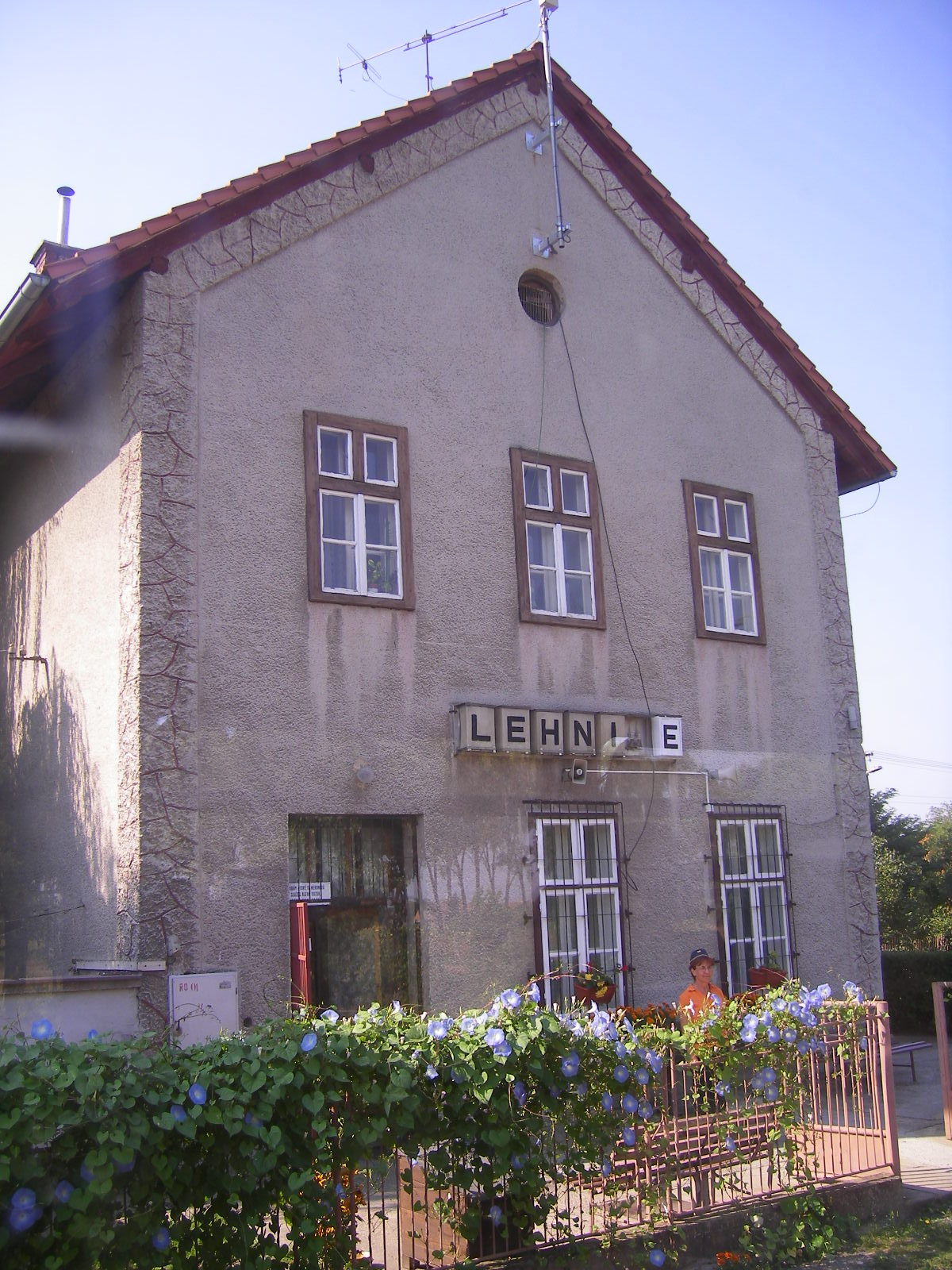
Bahnhof, drei Kilometer außerhalb des Hauptortes

Die Gemeinde liegt in der Mitte der Großen Schüttinsel, einer Flussinsel der Donau, der ein Teil des slowakischen Donautieflands ist und liegt 13 Kilometer von der Stadt Dunajská Streda.

## Geschichte
Lehnice entstand 1940, damals noch unter dem ungarischen Namen Lég (siehe dazu Erster Wiener Schiedsspruch), durch Zusammenschluss folgender Orte: Malý Lég (ungarisch Kislég), Veľký Lég (Nagylég) und Sása (Szász). 1951 wurde die heutige Gemeinde Blahová ausgegliedert und 1960 Masníkovo (bis 1948 slowakisch „Predná Potôň“, ungarisch Előpatony) eingegliedert.
Die erste schriftlich Erwähnung stammt aus dem Jahr 1239, als Legu. Seit dem frühen 14. Jahrhundert ist die Trennung des Hauptortes Lég in zwei Teile bekannt.

## Bevölkerung
| Jahr                | 1994 | 2004    | 2014    | 2024     |
| ------------------- | ---- | ------- | ------- | -------- |
| Anzahl der Personen | 2246 | 2432    | 2576    | 3323     |
| Unterschied         |      | +8,28 % | +5,92 % | +28,99 % |

| Jahr                | 2023 | 2024    |
| ------------------- | ---- | ------- |
| Anzahl der Personen | 3243 | 3323    |
| Unterschied         |      | +2,46 % |

Ergebnisse nach der Volkszählung 2001 (2409 Einwohner):
| Nach Ethnie: - 68,87 % Magyaren - 26,86 % Slowaken - 2,12 % Zigeuner - 0,83 % Tschechen | Nach Religion: - 87,26 % römisch-katholisch - 6,86 % konfessionslos - 2,16 % keine Angabe - 0,91 % evangelisch |